# Дан (новине)
Дан јесте дневни лист који излази у Црној Гори. Име је добио по старим цетињским мјесечним новинама које су излазиле у Краљевини Црној Гори почетком 20. вијека. Од 2009. године заузима друго мјесто након Вијести са процијењеним удјелом од 31,6% укупног броја читалаца у земљи.

## Историја и профил новина
Прво издање Дана изашло је 31. децембра 1999. Дан је од самог почетка био један од најоштријих критичара режима Мила Ђукановића у Црној Гори. У мају 2001. године, како је хрватски магазин Национал) започео серију чланака и инсајдерских интервјуа о државном шверцу цигарета у Црној Гори под Ђукановићевим режимом, Дан је био једини медиј у земљи који је изнео детаље 'афере Национал' у црногорску јавност.

### Убиство и насиље
Оснивач и главни и одговорни уредник Дана Душко Јовановић убијен је 27. маја 2004. године у подгоричкој улици испред редакције листа. Иако је продужена полицијска истрага довела до неколико хапшења, заједно са непосредним осумњиченим за убицу коме се тренутно суди, особе које стоје иза убиства још увек нису идентификоване. Наводи се да је власт под контролом ДПС- а и спонзорисала и заташкала догађај. Надаље, 11. јула 2005. године, непознати мушкарац оставио је експлозивну направу испред уреда листа у Подгорици. Међутим, није експлодирао.
Дана 3. јуна 2006. године, црногорска државна тужитељка Весна Меденица одлучила је да поднесе оптужницу против колумнисте Дана Драгана Росандића због првог постреферендумског текста у његовој редовној колумни. У оптужници се наводи да је Росандић кроз свој текст Проклета авлија изложио руглу народе, националне и етничке групе Црне Горе који су гласали за црногорску независност. Оптужбе су касније одбачене као неосноване.